# Cellaria complanata
Cellaria complanata är en mossdjursart som beskrevs av Liu och Hu 1991. Cellaria complanata ingår i släktet Cellaria och familjen Cellariidae. Inga underarter finns listade i Catalogue of Life.